# Palau del Parlament de Suècia

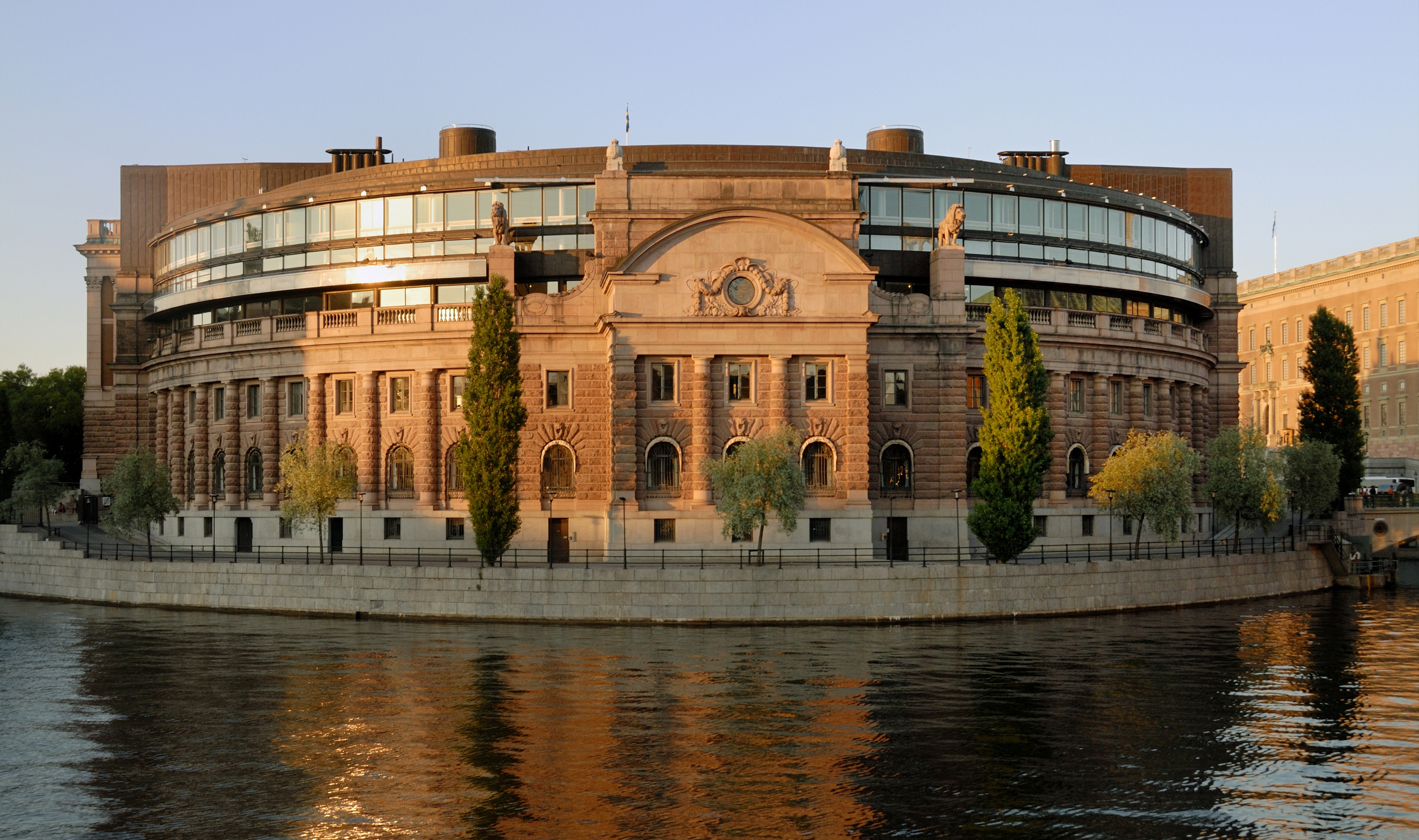
Façana oest del Riksdagshuset.

El Palau del Parlament de Suècia (en suec, Riksdagshuset) és la seu del Parlament de Suècia. L'edifici ocupa gairebé la meitat de l'illa de Helgeandsholmen, al districte antic de Gamla Stan, al centre d'Estocolm.

## Arquitectura
El 1889 es va realitzar un concurs per a seleccionar el disseny d'un nou edifici per al Parlament de Suècia que va guanyar Johansson. El nou palau legislatiu va reemplaçar l'antic parlament (el Gamla Riksdagshuset) situat a l'illa de Riddarholmen. El complex d'edificis va ser dissenyat per Aron Johansson en estil neoclàssic amb el sector central de la façana en estil neobarroc. Les obres van durar des del 1897 fins al 1905.
Originalment els dos blocs que formen el complex van ser construïts perquè en el primer s'allotgés el Parlament i en l'altre, que té forma de semicercle, el Banc de Suècia.
Ampliació del Saló de Plens
En 1971, quan el poder legislatiu suec va passar d'un sistema bicameral a un altre monocameral, el Banc de Suècia es va traslladar i es va remodelar l'edifici que ocupava aquest últim per a allotjar el nou Saló de Plens del Parlament. Durant aquesta reforma el Parlament es va traslladar provisionalment a la Kulturhuset (Casa de la Cultura) tot just acabat, al sud de la Plaça Sergel, al centre d'Estocolm.